# John Saul
John Saul, född 25 februari 1942 i Pasadena, Kalifornien, är en författare av skräck- och thrillerromaner. Han växte upp i Whittier. Efter avslutad grundskola hoppade han på högskolestudier vid ett antal olika högskolor med bland annat teater och antropologi som huvudämnen.
När han lämnat högskolan bestämde sig Saul för att bli författare och tog arbete i olika företag under en period av 15 år, medan han övade upp sina skrivfärdigheter. Hans blev upptäckt 1976 av förlaget Dell Publishing när han blev tillfrågad om han ville skriva en psykologisk thriller. Han skrev boken Suffer the children som också nådde amerikanska bestsellerlistorna och har översatts till ett flertal språk.
John Saul är idag (2008), fortfarande en aktiv författare. Trots hans internationella erkännanden har bara ett fåtal böcker översatts till svenska.

## Böcker av John Saul
| Titel                             | Utgivningsår | Titel på den svenska översättningen | Utgivningsår |
| --------------------------------- | ------------ | ----------------------------------- | ------------ |
| Suffer the Children               | 1977         |                                     |              |
| Punish the Sinners                | 1978         |                                     |              |
| Cry for the Strangers             | 1979         |                                     |              |
| Comes the Blind Fury              | 1980         |                                     |              |
| When the Wind Blows               | 1981         |                                     |              |
| The God Project                   | 1982         |                                     |              |
| Nathaniel                         | 1984         |                                     |              |
| Brainchild                        | 1985         |                                     |              |
| Hellfire                          | 1986         |                                     |              |
| The Unwanted                      | 1987         | Ondskans hus                        | 1990         |
| The Unloved                       | 1988         |                                     |              |
| Creature                          | 1989         |                                     |              |
| Second Child                      | 1990         | Det andra barnet                    | 1993         |
| Sleepwalk                         | 1991         | Spökstaden                          | 1999         |
| Darkness                          | 1991         | Mörkrets barn                       | 1992         |
| Shadows                           | 1992         |                                     |              |
| Guardian                          | 1993         |                                     |              |
| The Homing                        | 1994         |                                     |              |
| Black Lightning                   | 1995         |                                     |              |
| The Blackstone Chronicles (serie) | 1997         |                                     |              |
| The Presence                      | 1998         | Närvaron                            | 1999         |
| The Right Hand of Evil            | 1999         |                                     |              |
| Nightshade                        | 2000         |                                     |              |
| Manhattan Hunt Club               | 2001         |                                     |              |
| Midnight Voices                   | 2002         |                                     |              |
| Black Creek Crossing              | 2003         |                                     |              |
| Perfect Nightmare                 | 2005         |                                     |              |
| In the Dark of the Night          | 2006         |                                     |              |
| The Devil's Labyrinth             | 2007         |                                     |              |
| Faces of Fear                     | 2008         |                                     |              |
| House of Reckoning                | 2009         |                                     |              |

### Böcker i serien Blackstone Chronicles
- An Eye for an Eye: The Doll (1996)
- Twist of Fate: The Locket (1997)
- Ashes to Ashes: The Dragon's Flame (1997)
- In the Shadow of Evil: The Handkerchief (1997)
- Day of Reckoning: The Stereoscope (1997)
- Asylum (1997)